# کوپر (مینیاپولیس)
کوپر (به انگلیسی: Cooper) یک منطقهٔ مسکونی در ایالات متحده آمریکا است که در مینیاپولیس واقع شده‌است. کوپر ۳٬۵۰۳ نفر جمعیت دارد.